# دارن بلوویت
دارن بلوویت (انگلیسی: Darren Blewitt؛ زادهٔ ۳ سپتامبر ۱۹۸۵) بازیکن فوتبال اهل بریتانیا است.
از باشگاه‌هایی که در آن بازی کرده‌است می‌توان به باشگاه فوتبال وستهام یونایتد، باشگاه فوتبال هرفورد یونایتد، باشگاه فوتبال ساوتند یونایتد، باشگاه فوتبال اولی، باشگاه فوتبال هیبریج، باشگاه فوتبال اینفیلد تاون، باشگاه فوتبال بیلریکای، و باشگاه فوتبال برانتوود تاون اشاره کرد.